# Saalhausen (Lennestadt)
Saalhausen ist ein Ortsteil des im nordrhein-westfälischen Kreis Olpe gelegenen Lennestadt mit 1760 Einwohnern per 30. Juni 2020, wobei der Anteil der Senioren (über 65 Jahre) mit 20,1 % vergleichsweise hoch ist (Anteil Stadt Lennestadt = 17,4 %).

## Geografische Lage
Saalhausen liegt rund zwei Kilometer südlich des zu den Saalhauser Bergen gehörenden Hohen Lehnbergs. Er befindet sich im oberen Lennetal zwischen Altenhundem und Schmallenberg auf einer Höhe von 320 m über NN. Nachbarorte sind Gleierbrück (W), Bracht (N), Störmecke (O) und Milchenbach (OSO). Durch das Dorf führt die Bundesstraße 236.

## Geschichte

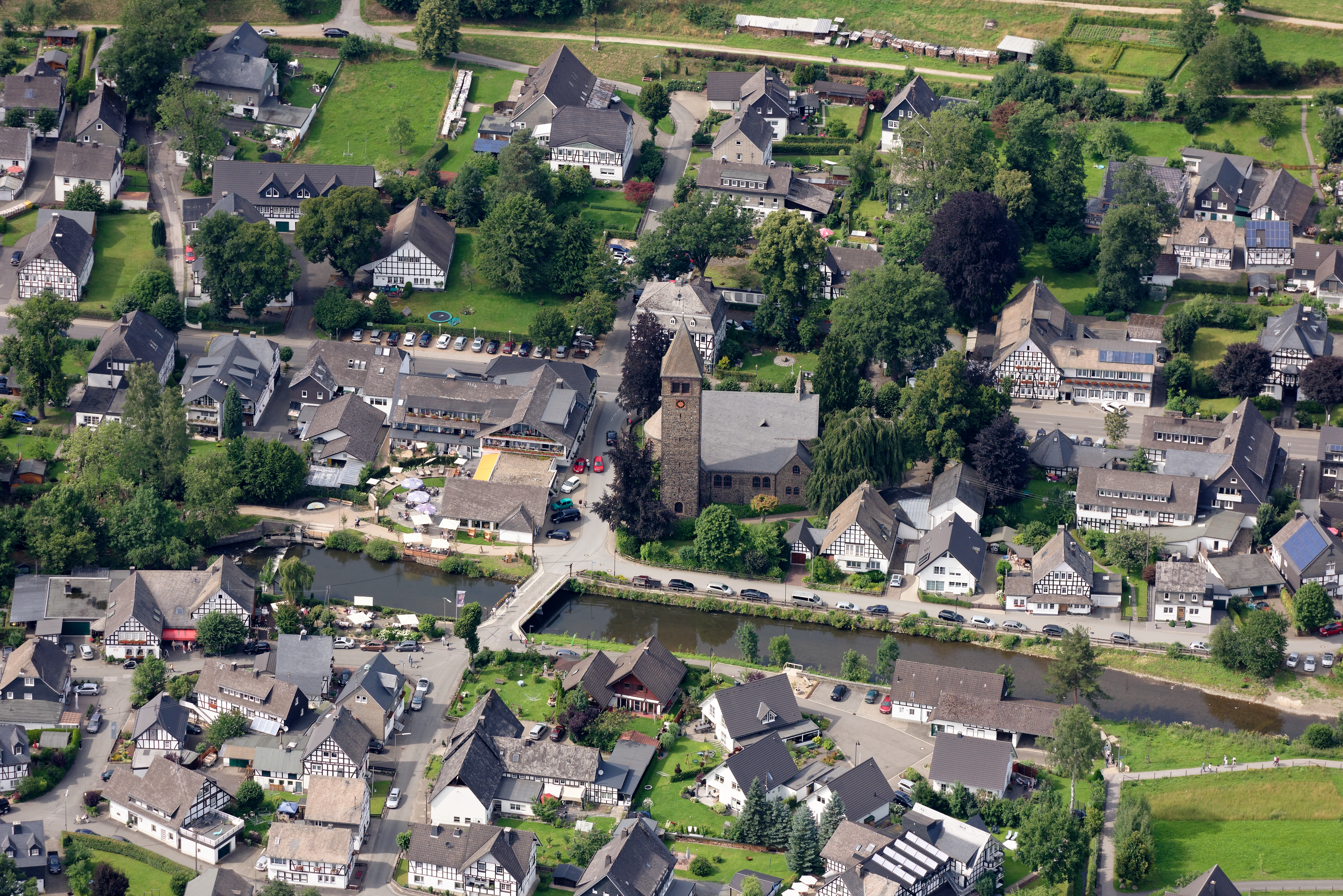
Luftbildaufnahme

Der Name des Dorfes wird in dem Güterverzeichnis des Grafen Ludwig von Arnsberg (1281–1313) erstmals erwähnt. Der Ritter von Elspe besaß damals ein Gut in Salehusen. Saalhausen gehörte zu dem 1072 urkundlich erwähnten Pfarrbezirk Lenne aus der Urpfarrei Wormbach.
Der Namensbestandteil Saal kann sprachlich mit dem altdeutschen Wort sal – Haus, Halle zusammenhängen. Der Ursprung des Namens Saalhausen wurde vermutlich aber von dem Wort Saal abgeleitet. Saal wurden früher die Sitze des Kleinadels genannt (vgl. Saalburg). Diesen Adelssitz gab es auch in Saalhausen vermutlich auf dem Schulten Hof. Dessen Besitzer unterzeichnete Urkunden mit dem Namen von Saalhausen. In einer Urkunde aus dem Jahr 1487 wurde erwähnt, dass auf diesem Hof ein sogenannter Burghügel mit Graben und ein Burgplatz stand.
Das Schatzungsregister (diente der Erhebung von Abgaben) aus dem Jahr 1543 zeigt für Salhuißen (Saalhausen) 22 Schatzpflichtige. Setzt man die Zahl der Schatzpflichtigen mit der Zahl der vorhandenen Familien bzw. Häuser gleich und rechnet pro Haus 6 Bewohner, so dürften in Saalhausen um 1540–1550 ca. 130 Menschen gelebt haben.
Im Jahr 1660 kam es zum Ausbruch der Pest in der Umgebung von Saalhausen. Am 14. Mai 1848 brach ein Feuer in dem Dorf aus und zerstörte 33 Gebäude. Ab 1843 bildete das Kirchspiel Saalhausen eine eigene politische Gemeinde. Zur ehemaligen Gemeinde Saalhausen im Amt Kirchhundem gehörten die Ortschaften Saalhausen, Störmecke, Hilmeke und Gleierbrück. Am 1. Juli 1969 ging durch die Kommunalreform im Kreis Olpe die Gemeinde in der Stadt Lennestadt auf. Ende 2020 zählt der Ort 1760 Einwohner, wobei der Anteil der Senioren (über 65 Jahre) mit 20,1 % vergleichsweise höher ist (Durchschnitt Stadt Lennestadt 17,4 %).
Schon Mitte der 1960er Jahre fasste die damalige Gemeindevertretung den Beschluss, sich um die Anerkennung Saalhausens als Luftkurort zu bemühen, was am 18. Dezember 1973 erreicht wurde. Der damalige SPD-Landtagsabgeordnete Theo Heimes nahm die Anerkennung zum Luftkurort in Arnsberg entgegen.
Von 1886 bis 1967 bestand eine Schienenverbindung nach Altenhundem und Wenholthausen.

## Religion
Die alte Pfarrkirche St. Jodokus stammte vermutlich aus dem 14. Jahrhundert. Zu jener Zeit gehörte Saalhausen noch zum Pfarrbezirk Lenne. Im Jahre 1780 bat die Kirchgemeinde Saalhausen bei der kirchlichen Behörde um Errichtung einer eigenen Seelsorgestelle. Saalhausen zählte damals 37 Solhöfe mit ungefähr 200 Einwohnern.
Im Februar 1909 stand die alte Pfarrkirche, die unmittelbar neben der Lenne lag, unter Wasser. Dabei wurde das Gebäude erheblich beschädigt. Nachfolgend sammelten die Einwohner von Saalhausen insgesamt 46.000 Mark für den Bau einer neuen Kirche. Zwei Kollekten erbrachten noch mal 24.000 Mark. Am 19. April 1909 kam es deshalb zum Abbruch der alten Pfarrkirche.
Rund sechs Wochen später am 6. Juni 1909 erfolgte bereits die Grundsteinlegung für die neue Kirche. Der Entwurf für die neue St. Jodokus Pfarrkirche, mit einem 42 Meter hohen Turm, stammte von Joseph Buchkremer.
Die Einweihung der neuen Kirche nahm am 11. Oktober 1910 Bischof Karl Joseph Schulte vor. Die Gesamtkosten für die heute denkmalgeschützte Kirche betrugen 83.000 Mark.
Der Hochaltar stammt aus der Bildhauerwerkstatt des Peter Schneider aus Eslohe. Er zeigt im Sockel aus weißem Marmor zwei alttestamentliche Reliefs mit dem Opfer des Isaak und dem Opfer des Melchisedek. In dem hölzernen Altarretabel befinden sich vier Reliefs mit Szenen aus dem Leiden Christi: Geißelung, Dornenkrönung, Kreuztragung und die Begegnung Christi mit seiner Mutter Maria.

## Sehenswürdigkeiten
Eine Sehenswürdigkeit in Saalhausen ist der Kurpark mit Teichen, Musikpavillon und Kneippanlage. Eine Verschönerung erfuhr der Kurpark durch das im Jahr 2015 realisierte Projekt „talVital in Saalhausen“ (Bestandteil des Förderprogramms „Lenneschiene“). Im Rahmen dieser Maßnahme entstanden auf 1,6 Kilometer entlang der Lenne neue Erlebnispunkte. Neu gestaltet wurde auch der Bereich um den Musikpavillon durch den Ausbau des anliegenden Teiches und Anlage einer Insel.

## Bildergalerie

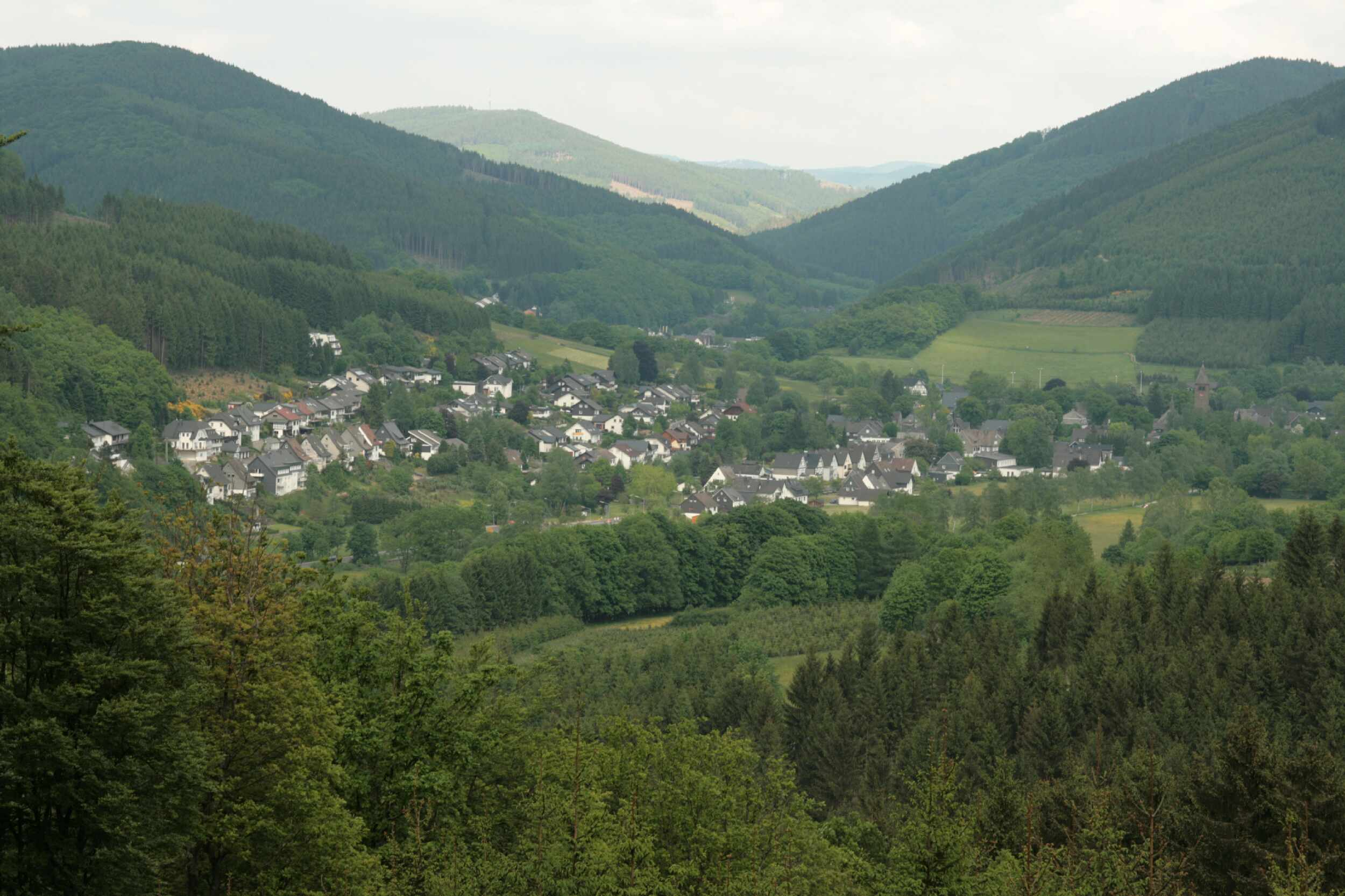
Blick vom Kriegerweg
Lage im Lennetal
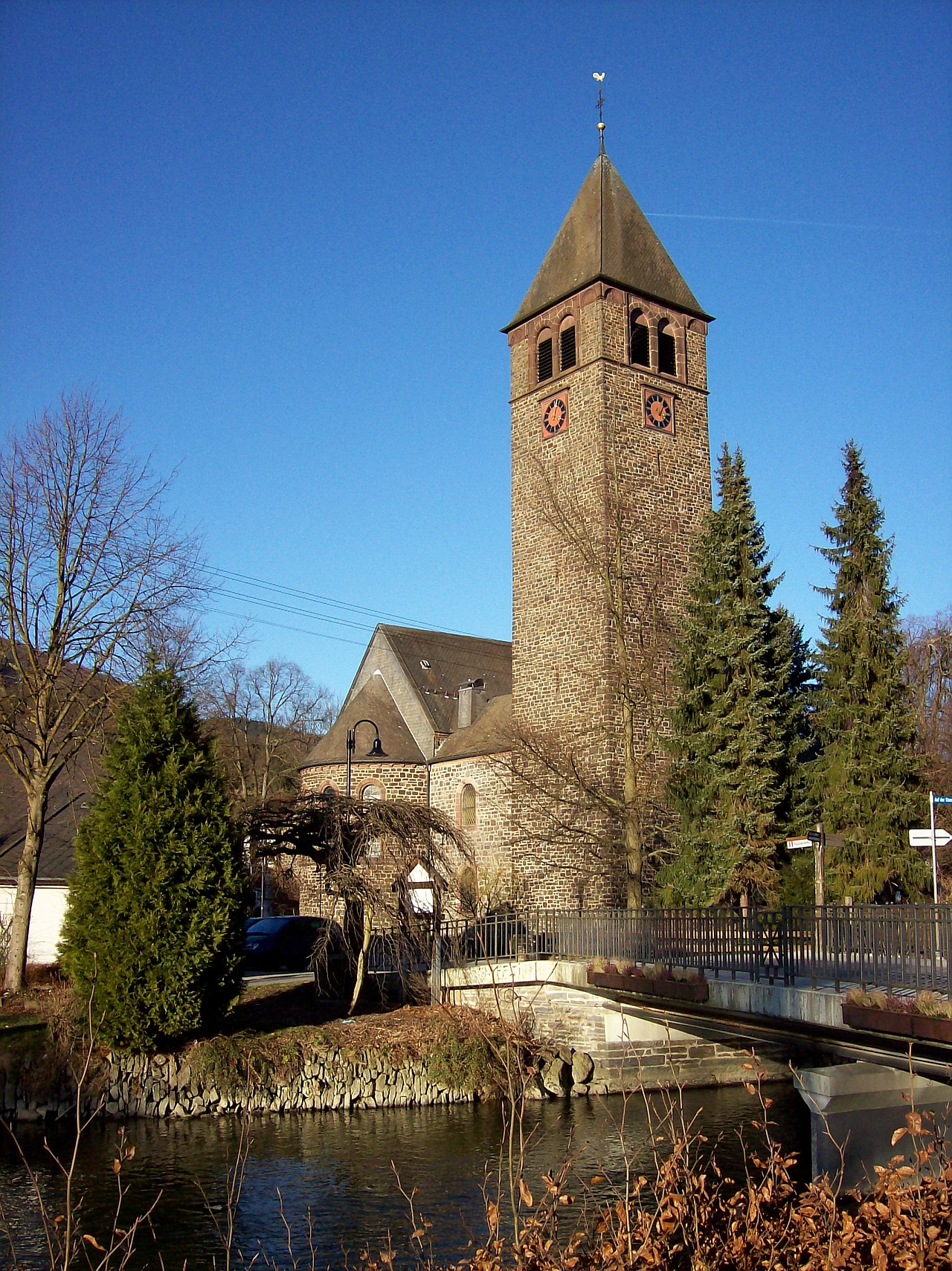
Pfarrkirche St. Jodokus in Saalhausen
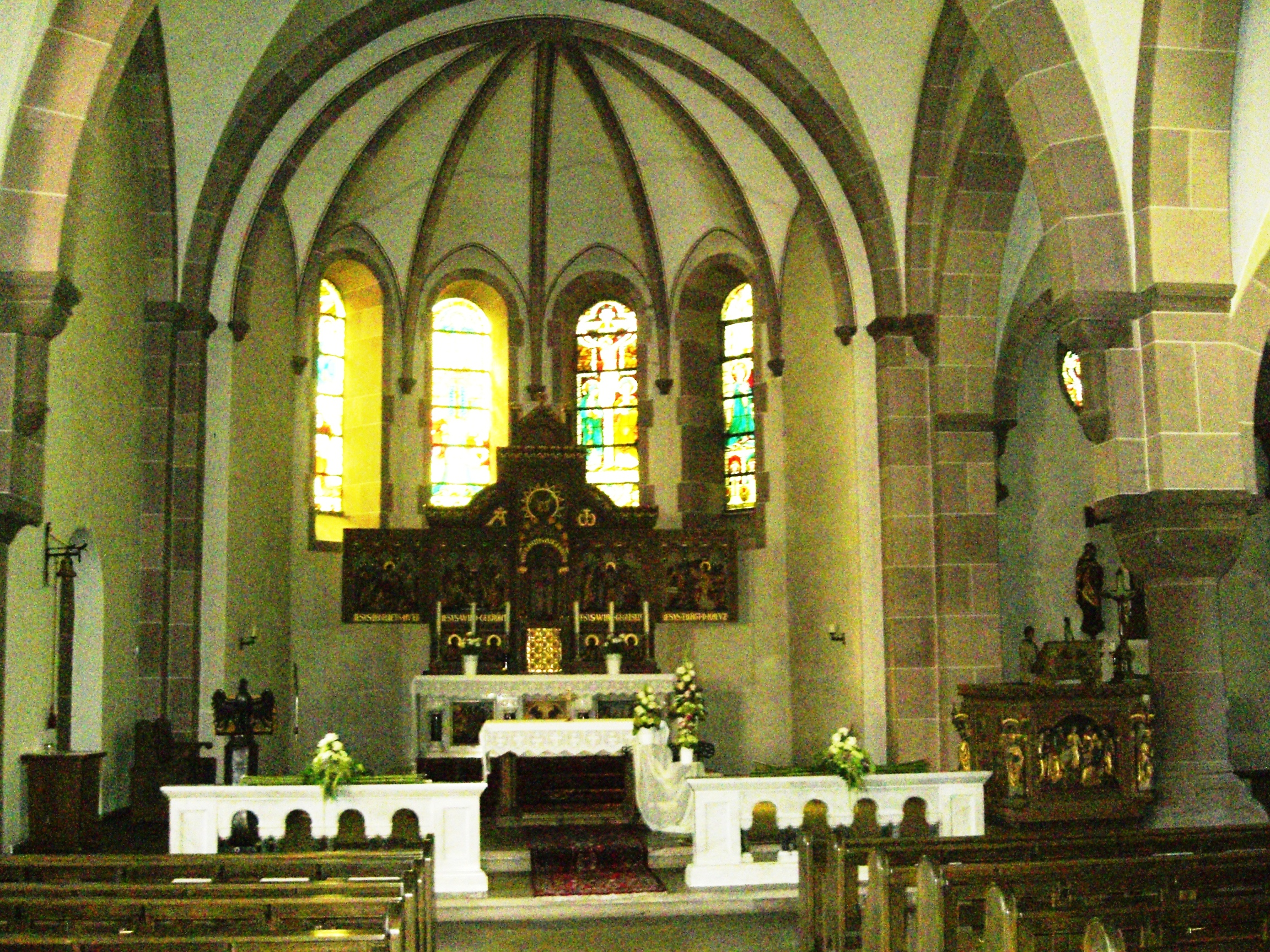
St. Jodokus Hochaltar
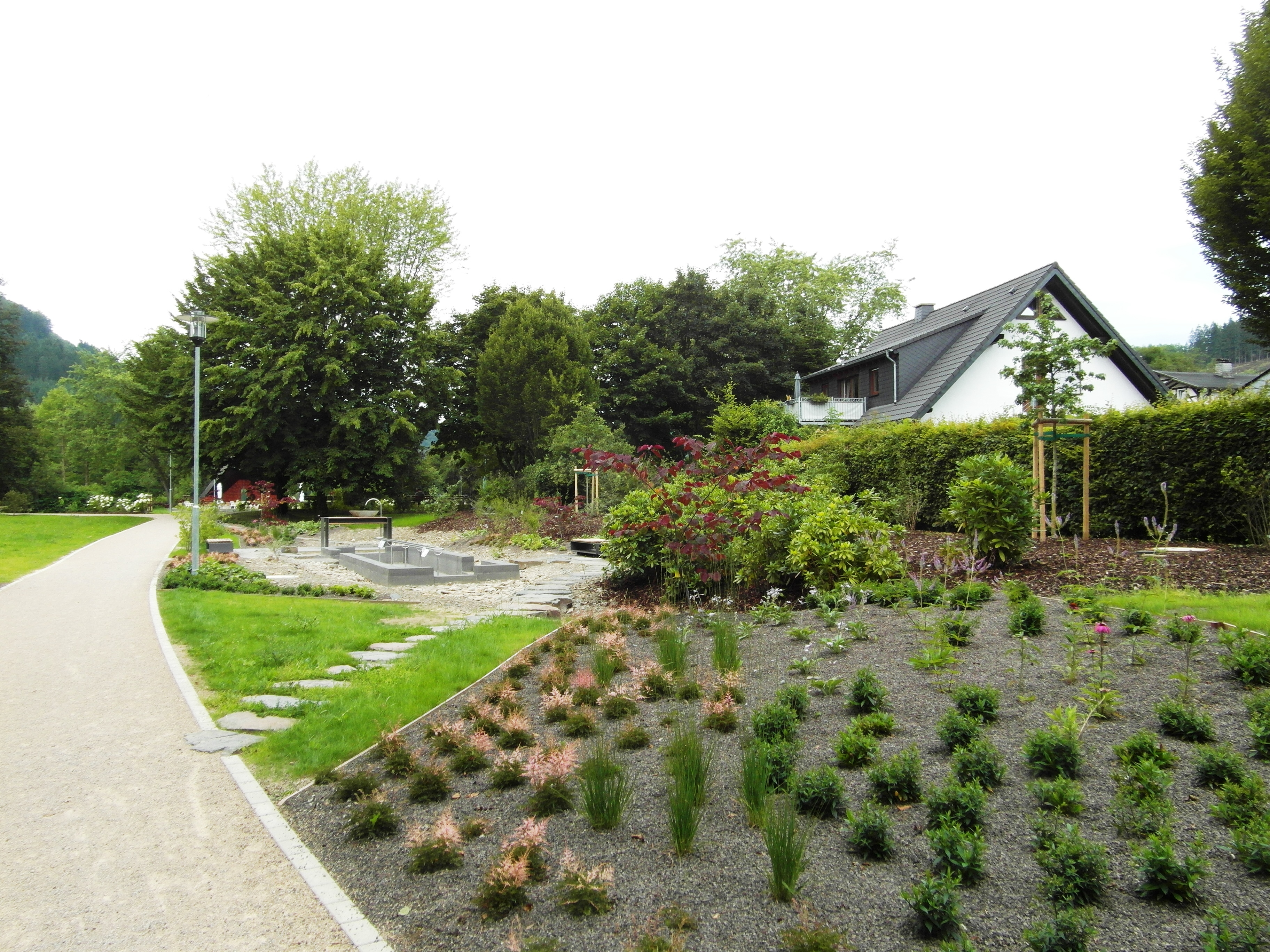
Kurpark (Teilansicht) Lennetal mit Uferanlagen
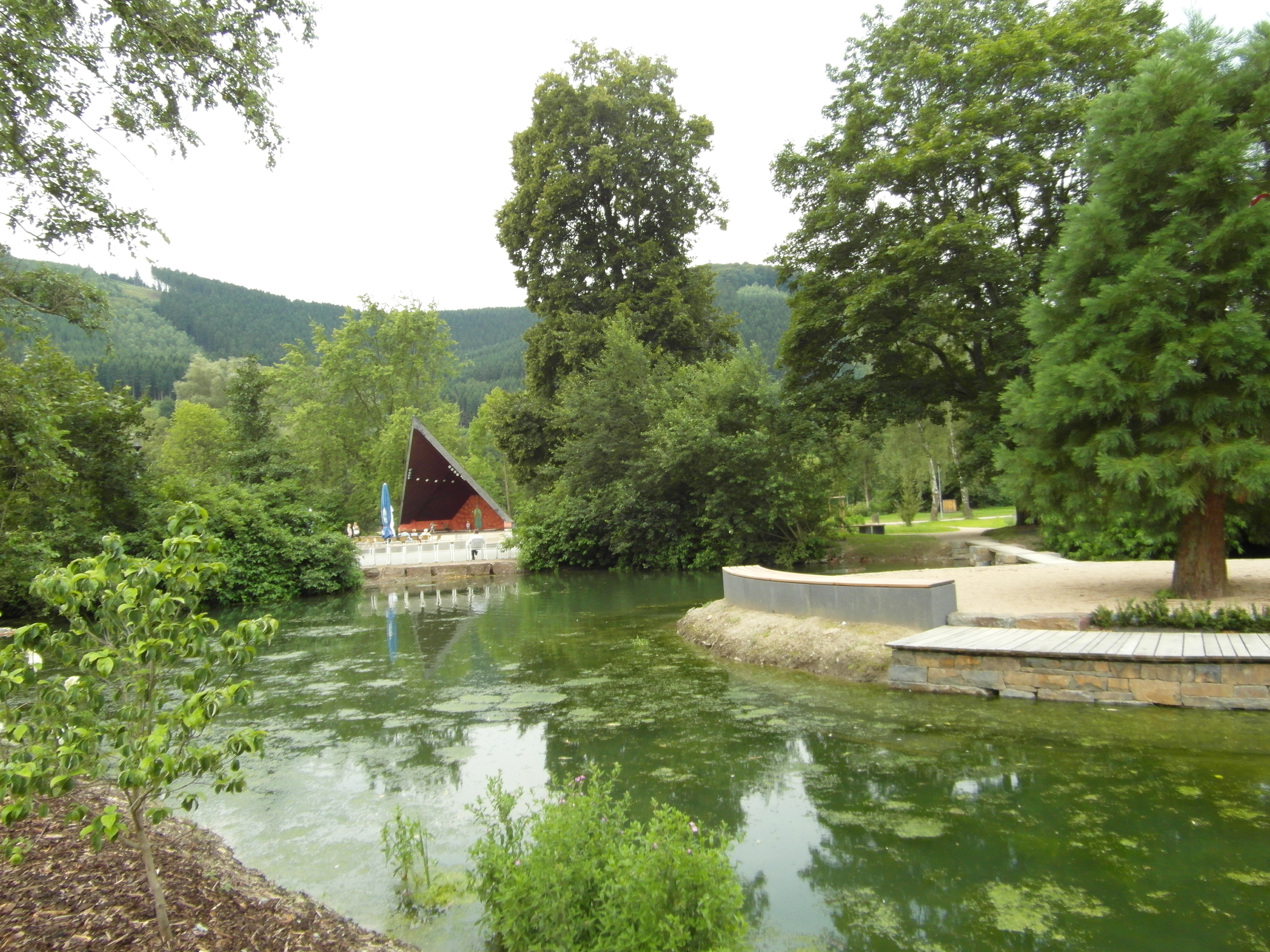
Kurpark (Teilansicht) Blick auf den Konzertpavillon mit Teichanlage
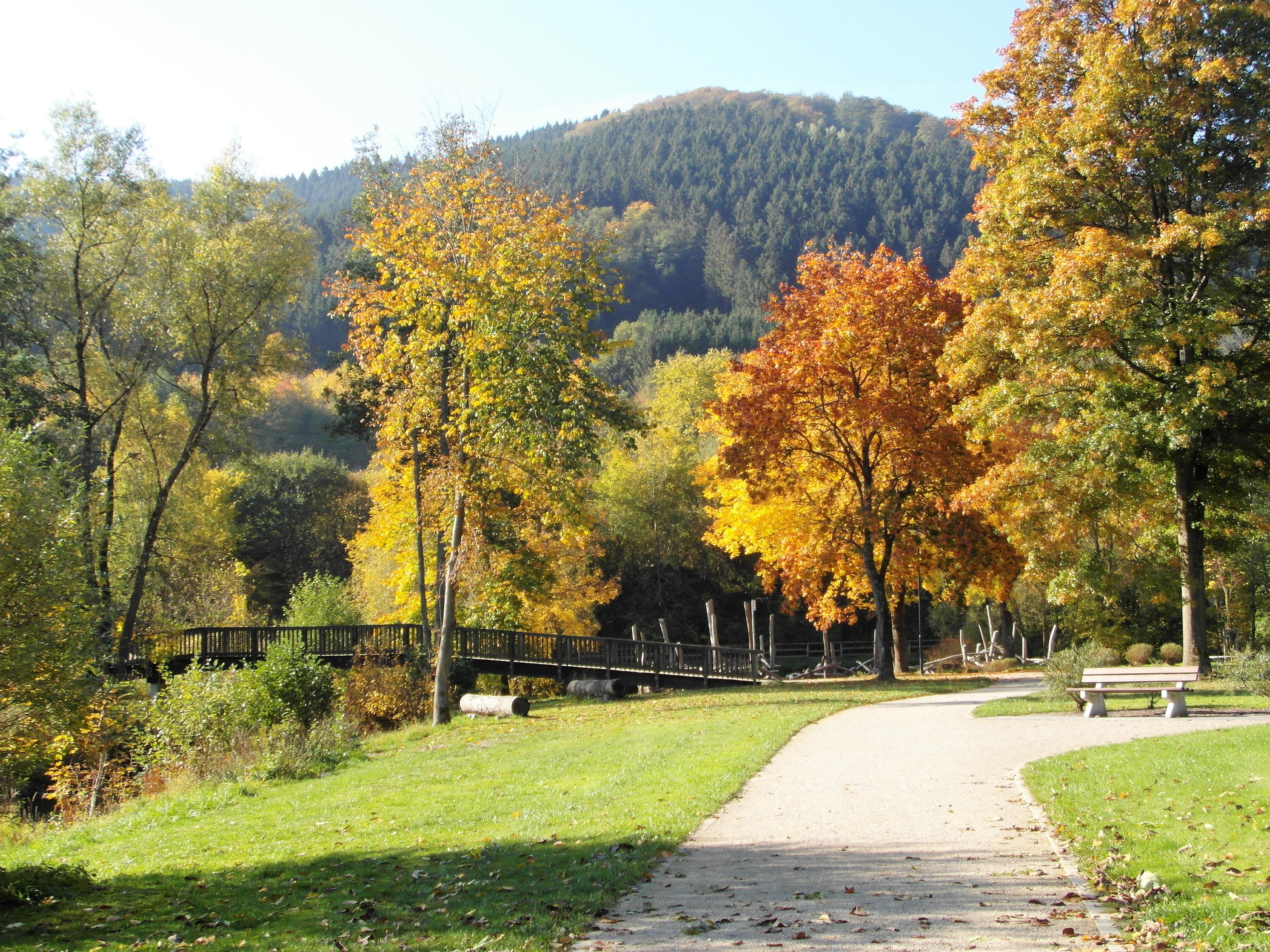
Kurpark im Herbst 2018 (Wanderweg)
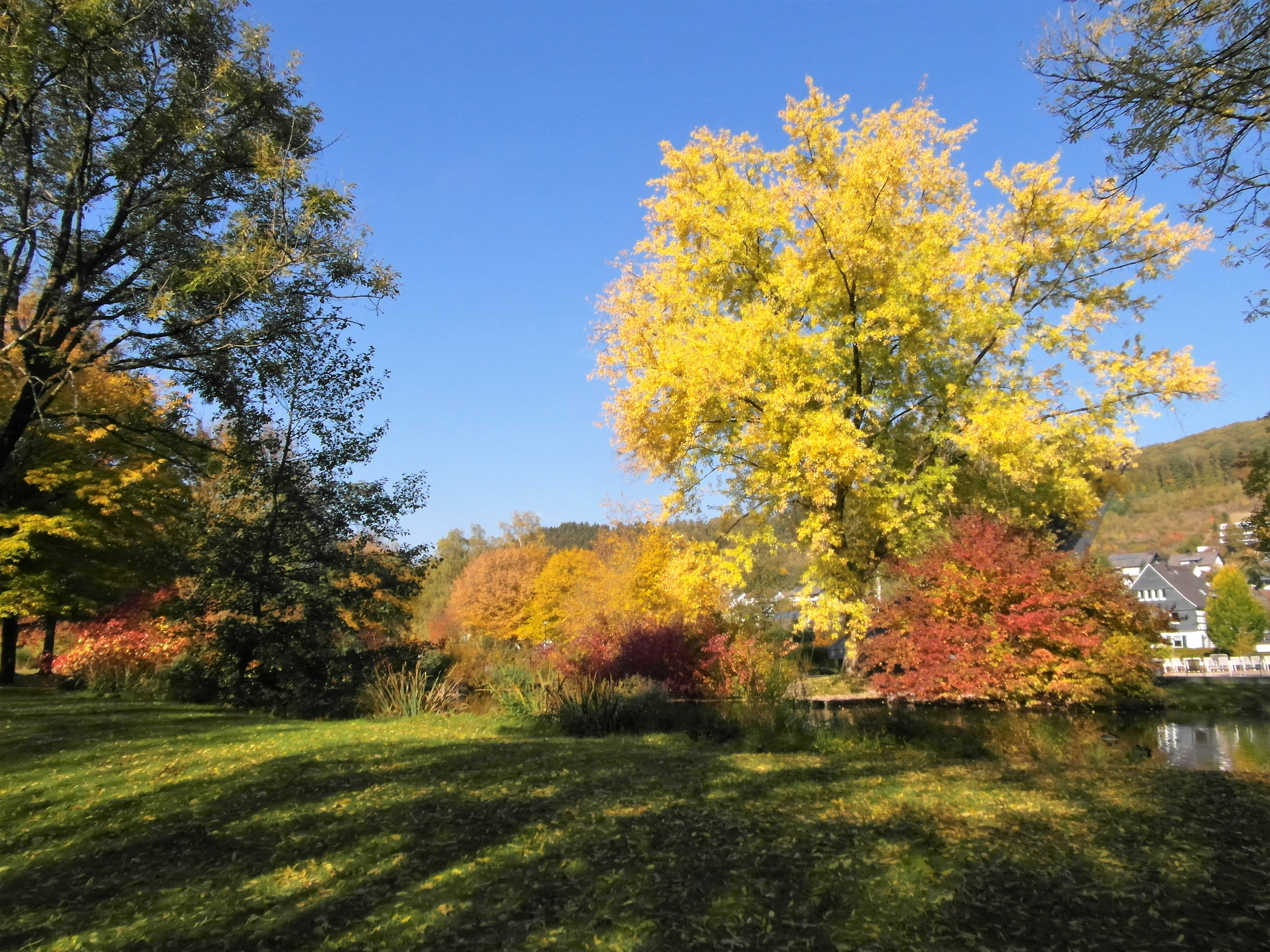
Kurpark im Herbst 2018 (am See)
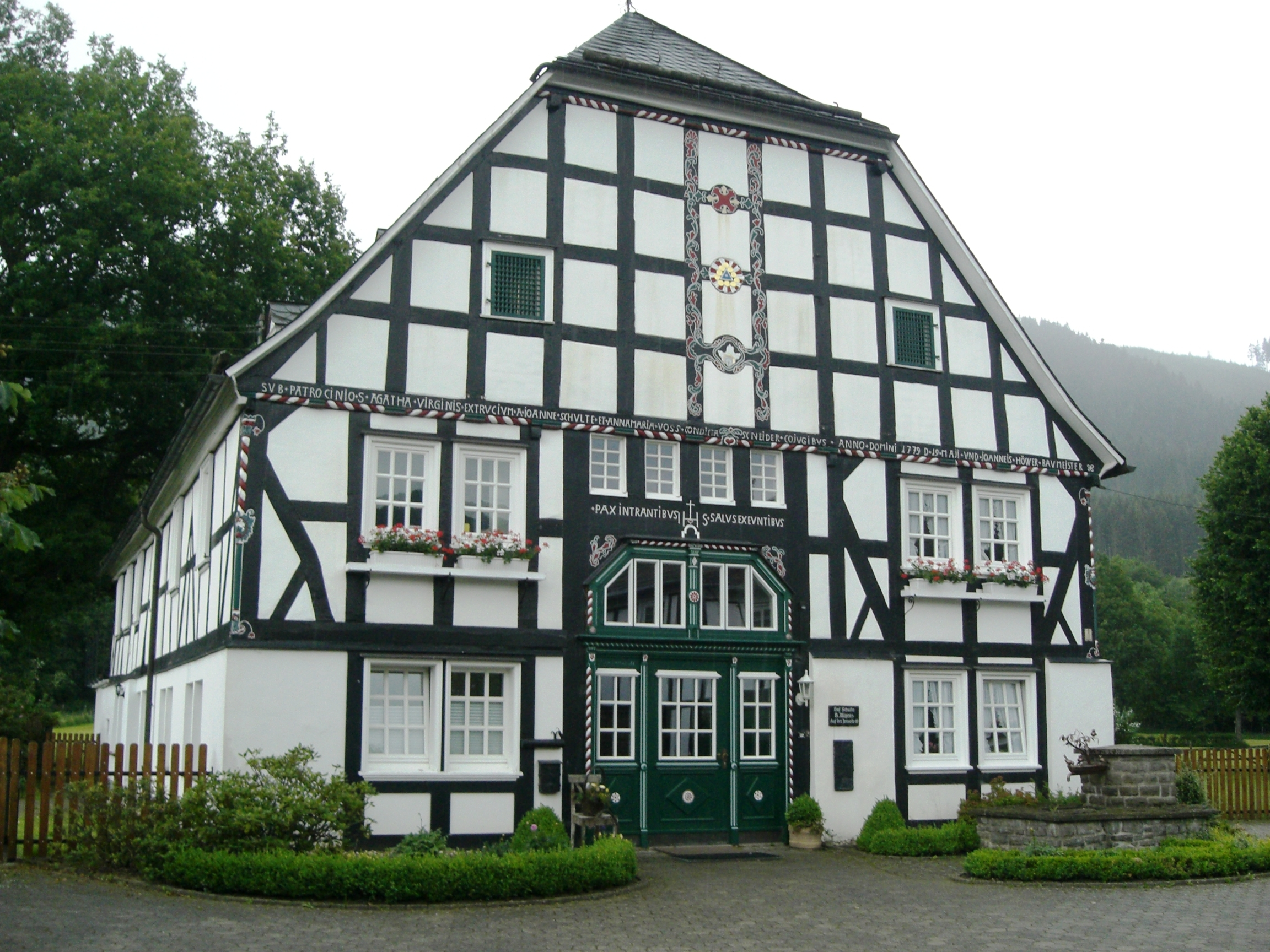
Hofanlage Jenseite 10
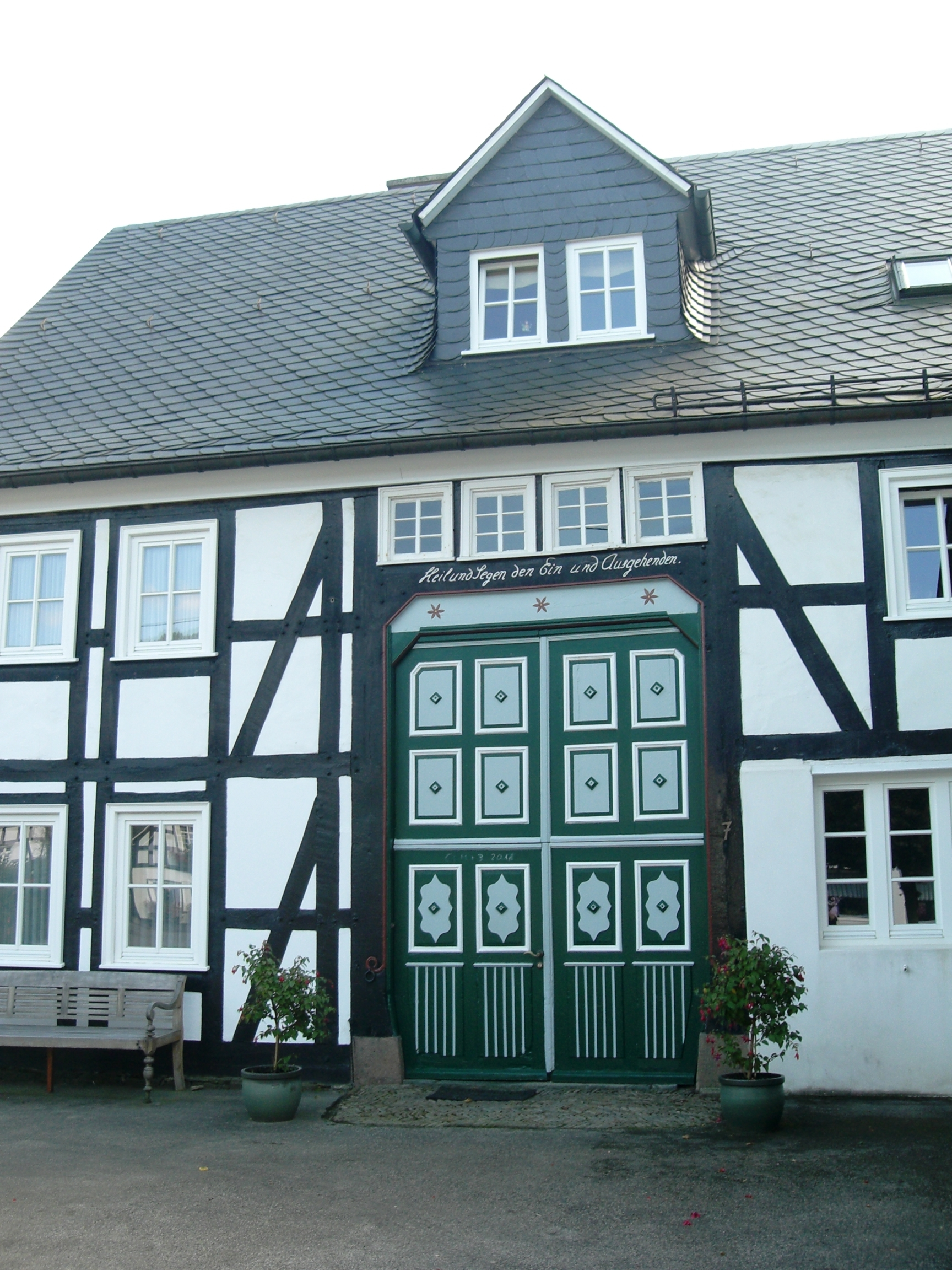
Fachwerk In den Peilen 7
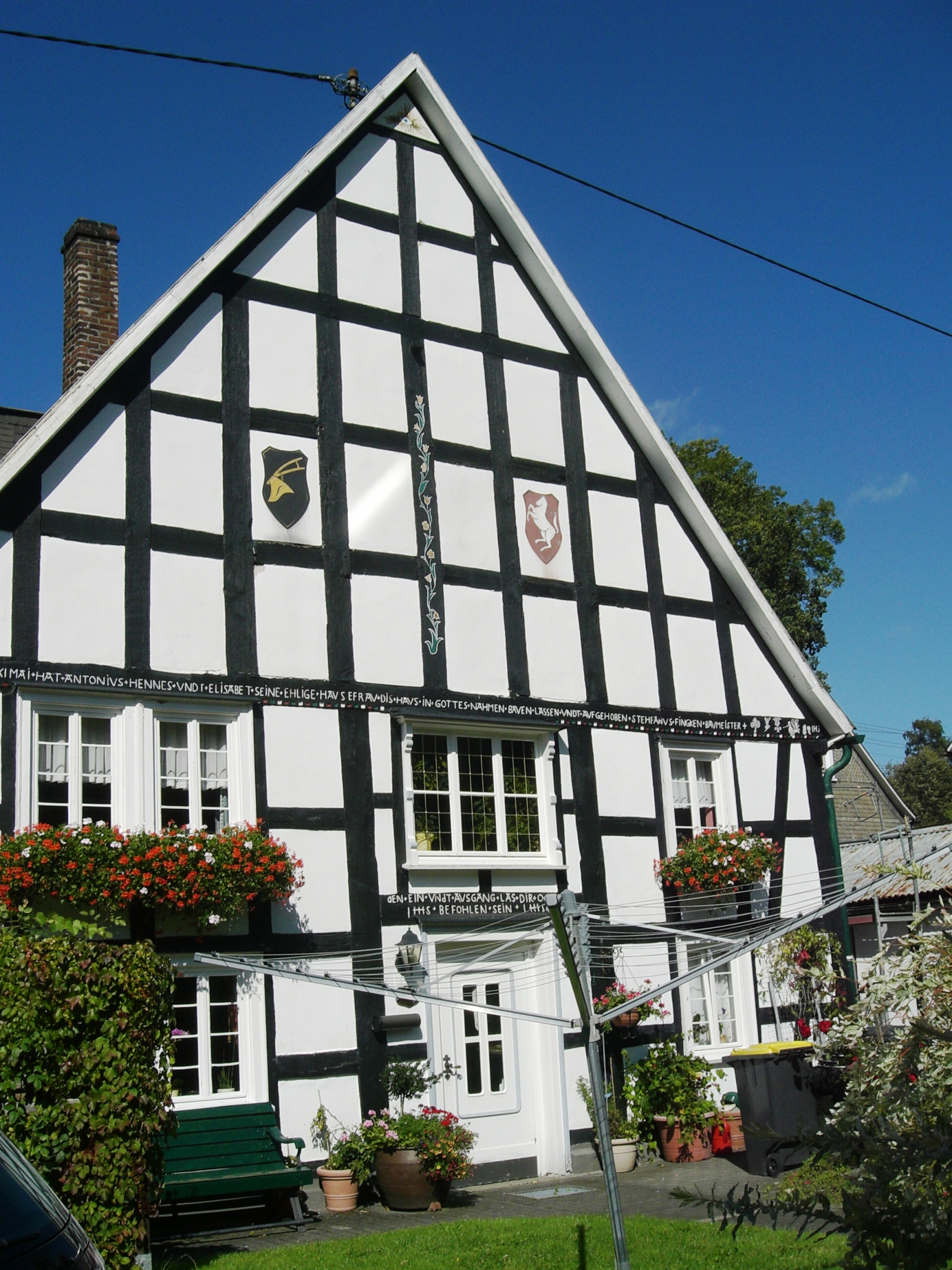
Fachwerk Amselstraße 1
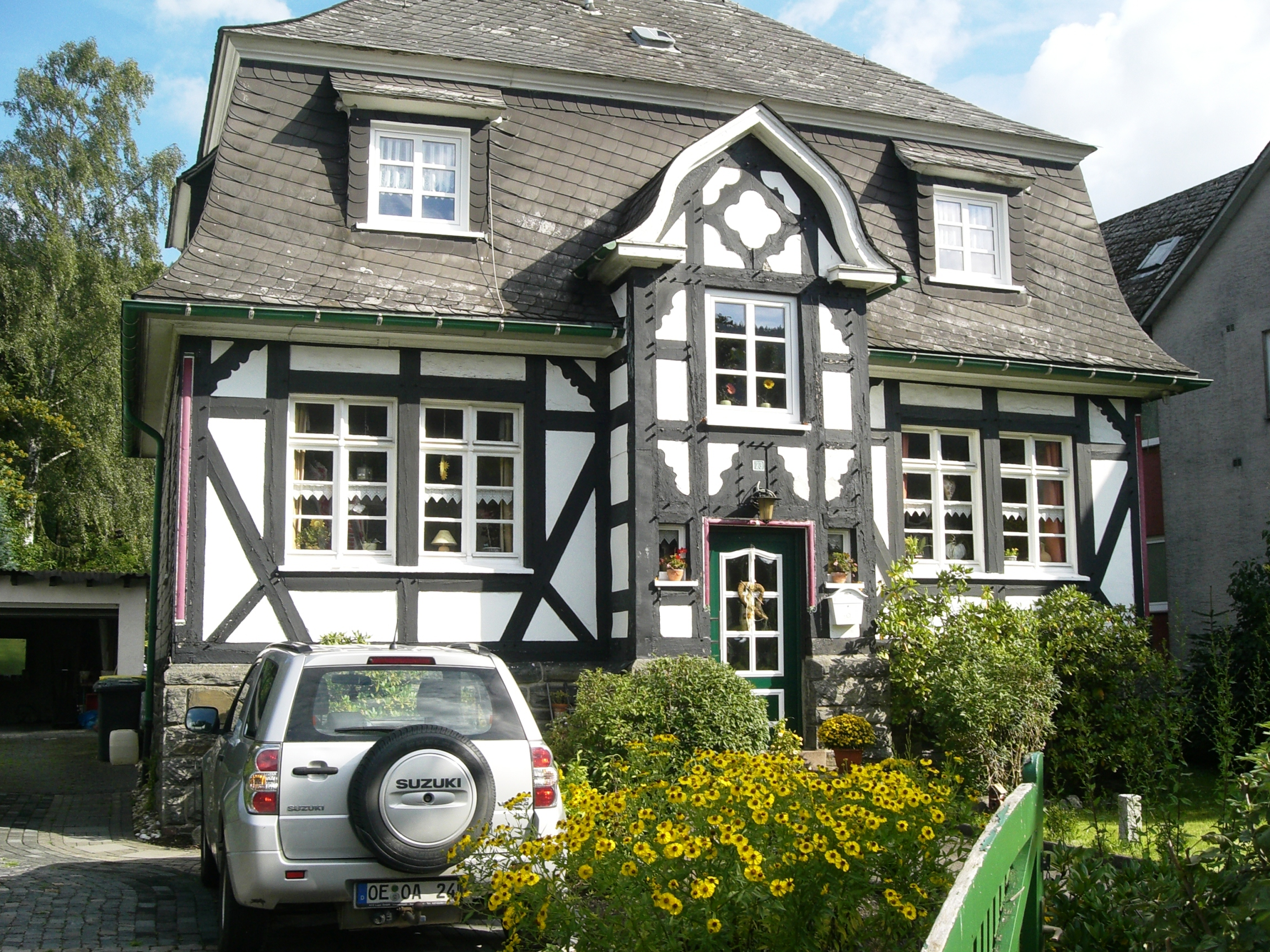
Fachwerk Winterberger Straße 23

## Persönlichkeiten
- Gertraud Hennes (1880–1944), Steyler Missionsschwester und Märtyrin